# Rž
Rž (doslova slovinsky žito) je hora, která leží v Julských Alpách ve Slovinsku. Vrchol dosahuje nadmořské výšky 2538 m n. m. Hora se nachází společně s Kredaricou (2540 m) a Rjavinou (2532 m) na východním hřebeni Triglavu. Vrchol je relativně dobře přístupný, cesta na něj vede po značené stezce mezi Triglavským domem na Kredarice (2514 m) a chatou Valentina Staniče (2332 m).